# Stuart Martin
Stuart Martin (Ayr, 8 januari 1986) is een Schots acteur, vooral bekend van zijn rol als Lorenzo in het eerste seizoen van het kostuumdrama The Medicis.
Martin studeerde drama aan het Royal Conservatoire of Scotland. Hij speelde tussen 2010 en 2013 de rol van Cammy / Nabsy in het toneelstuk Black Watch met het nationale theatergezelschap National Theatre of Scotland. Martin is in 2015 getrouwd met de actrice Lisa McGrillis. Ze hebben een kind.